# Bohuslav Martinů
Bohuslav Martinů (født 8. december 1890 i Østböhmen - død 28. august 1959 i Liestal ved Basel) var en tjekkisk komponist og violinist.
Han boede en årrække i Paris og flyttede i 1941 til USA.
Til værkerne hører 6 symfonier, adskillige koncerter og orkesterværker, balletter, operaer, kammermusik, vokalmusik, klavermusik og sange.
Han er den betydeligste tjekkiske komponist efter Janácek. Hans tonesprog er tonalt og rytmisk, karakteristisk med påvirkninger fra Igor Stravinskij og nyere fransk musik.

## Udvalgte værker
- Symfoni nr. 1 (1942) - for orkester
- Symfoni nr. 2 (1943) - for orkester
- Symfoni nr. 3 (1944) - for orkester
- Symfoni nr. 4 (1945) - for orkester
- Symfoni nr. 5 (1946) - for orkester
- Symfoni Nr. 6 "Symphoniske fantasier" (1953) - for orkester
- Sinfonietta "La Jolla" (1950) - for orkester
- Sinfonietta "Legende" (1940) - for klaver og orkester
- Symfoni koncertante nr. 1 (1932) - for dobbelt orkester
- Symfoni koncertante nr. 2 (1949) - for violin, cello, obo, fagot og orkester
- Klaverkoncert nr. 1 (1925) - for klaver og orkester
- Klaverkoncert nr. 2 (1934) - for klaver og orkester
- Klaverkoncert nr. 3 (1948) - for klaver og orkester
- Klaverkoncert nr. 4 "besværgelse" (1956) - for klaver og orkester
- Klaverkoncert nr. 5 "Fantasi koncertante" (1958) - for klaver og orkester
- 2 Cellokoncerter (1930 rev. 1955,  1945) - for cello og orkester
- 2 Violinkoncerter (1932-1933, 1943) - for violin og orkester